# Side Out
Side Out (Brasil: Os Reis da Praia ) é um filme estadunidense de comédia dramática de 1990, sobre uma competição de vôlei de praia, com C. Thomas Howell, Peter Horton, Harley Jane Kozak e Courtney Thorne-Smith. Foi o último filme da Aurora Productions devido a muitos fracassos anteriores. O filme foi dirigido por Peter Israelson.

## Sinopse
Um estudante de direito vem passar o verão na Califórnia e acaba jogando vôlei profissional.

## Elenco
- C. Thomas Howell como Monroe Clark
- Peter Horton como Zack Barnes
- Courtney Thorne-Smith como Samantha
- Harley Jane Kozak como Kate Jacobs
- Christopher Rydell como Wiley Hunter
- Terry Kiser como tio Max
- Randy Stoklos como Rollo Vincent
- Sinjin Smith como Billy
- Tony Burton como Louie
- Kathy Ireland como Marie
- Martha Velez como Sra. Salazar